# Tupacarana
Tupacarana is een geslacht van hooiwagens uit de familie Gonyleptidae.
De wetenschappelijke naam Tupacarana is voor het eerst geldig gepubliceerd door Mello-Leitão in 1939. 

## Soorten
Tupacarana omvat de volgende 3 soorten:
- Tupacarana gofferjei
- Tupacarana marmorata
- Tupacarana serrina